# Bulaksari (Bantarsari)
Bulaksari is een bestuurslaag in het regentschap Cilacap van de provincie Midden-Java, Indonesië. Bulaksari telt 12.058 inwoners (volkstelling 2010).